# بريونداكتيلوس
بريونداكتيلوس هو جنس من التيروصورات طويلة الذيل من أواخر العصر الترياسي (أواخر نوريان) التي سكنت ما يعرف الآن بإيطاليا. يحتوي على نوع واحد معروف، بريونداكتيلوس بوفاريني، الذي اكتشفه ناندو بوفاريني في عام 1982م في فورني دولوستون بالقرب من أوديني في وادي بجبال الألب الإيطالية.

## اكتشاف

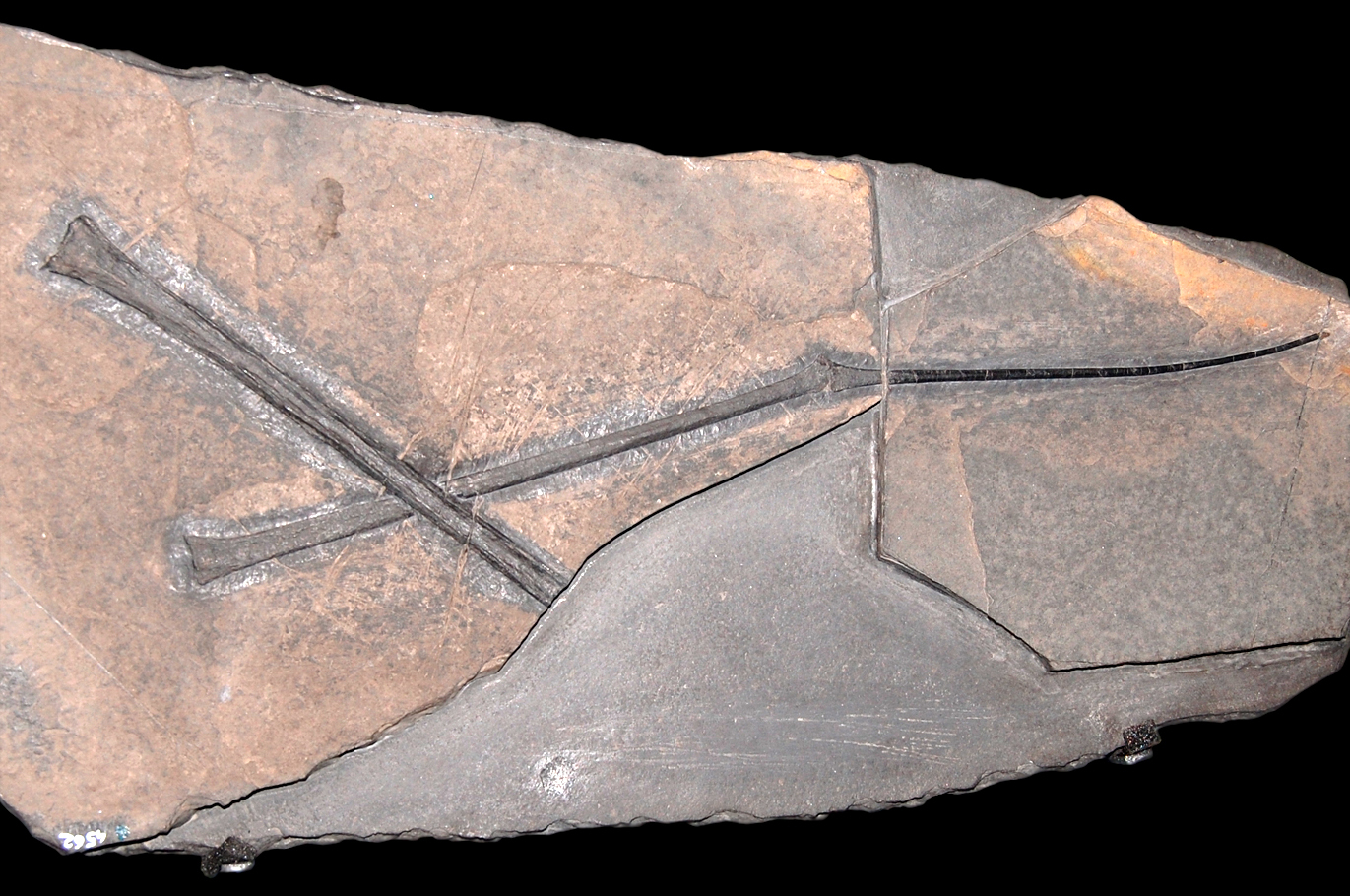
عظام الجناح الأحفوري

عندما اكتشف ناندو بوفاريني لأول مرة البريونداكتيلوس، تم تقسيم اللوح الرقيق من الحجر الجيري الأسفلتي الذي يحتوي على الأحفورات إلى قطع أثناء استخراجه. بعد إعادة التجميع، تم تنظيف الصخرة بالماء بواسطتة هو وزوجته والطين الجيري وفيها تم غسل العظم وفقده. كل ما تبقى كان أثرًا سلبيًا على الحجر، حيث تم صنع قالب مطاطي من السيليكون للسماح بدراسة لاحقة للبقايا المفقودة. معظم الهيكل العظمي معروف، لكن الأجزاء الخلفية للجمجمة لم يتم حفظها. هذه العينة الأولى هي نموذج نوعي: MFSN-1770.
تم العثور على عينة ثانية مفككة، MFSN-1891، في نفس المكان في عام 1984م أعمق في الطبقات الأرضية حوالي 150-200 متر (490-650) قدم) من الاكتشاف الأصلي. يبدو أن العينة الثانية محفوظة في كرات الشعر المعدية للأسماك المفترسة، التي أكلت التيروصور وتقيأت القطع غير القابلة للهضم التي ستتحجر لاحقًا. جعلت المعرفة الأكثر تفصيلاً عن تنوع التيروصورات الترياسية تحديد هذه العينة على أنها بريونداكتيلوس غير مؤكدا، وربما حتى أن البقايا ليست من البتروصورات على الإطلاق.
العينة الثالثة هي MFSN 25161، وهي جمجمة جزئية تفتقر إلى الفكين السفليين.

## وصف

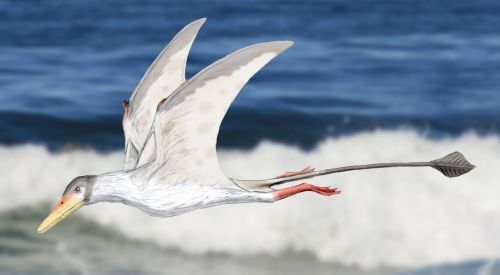
استعادة

كان لدا البريونداكتيلوس سن شرفة واحدة، وهذا يعني أن لديهم نقطة واحدة على كل سن. يتألف نظامها الغذائي إما من الأسماك أو الحشرات أو كليهما، ولكن لا يزال هناك جدل مستمر حيث يمكن أن تشير بنية الأسنان إلى أي نظام غذائي (أو كليهما). كان لها أجنحة قصيرة، حيث يبلغ إجمالي امتدادها 45 سم (18 بوصة) فقط، وأرجل طويلة نسبيًا. كانت الأجنحة القصيرة سمة «بدائية» للتيروصورات، لكن بريونداكتيلوس كان طيارًا متطورًا بالكامل.

## علم تطور السلالات
تم وصف النوع وتسميته بواسطة روبرت وايلد في عام 1984م. يشير اسم الجنس إلى Preone ، والاسم المحدد يكرم ناندو بوفاريني. صنف روبرت الأنواع الجديدة داخل Rhamphorhynchidae، والتي تُعرف مجموعة الأنواع القديمة جدًا منها مثل Dorygnathus، ولكن سرعان ما تم فهم أن الشكل كان أكثر قاعدية. وجد تصنيف تفرعي أجراه ديفيد أونوين أن بريونداكتيلوس هو أكثر التيروصورات القاعدية، وبناءً علي ذلك استخدم النوع من قبله لتعريف الفرع الحيوي التيروصوريا. ومع ذلك، فقد وجدت تحليلات أخرى موقفًا مشتقًا إلى حد ما لـلبريونداكتيلوس.

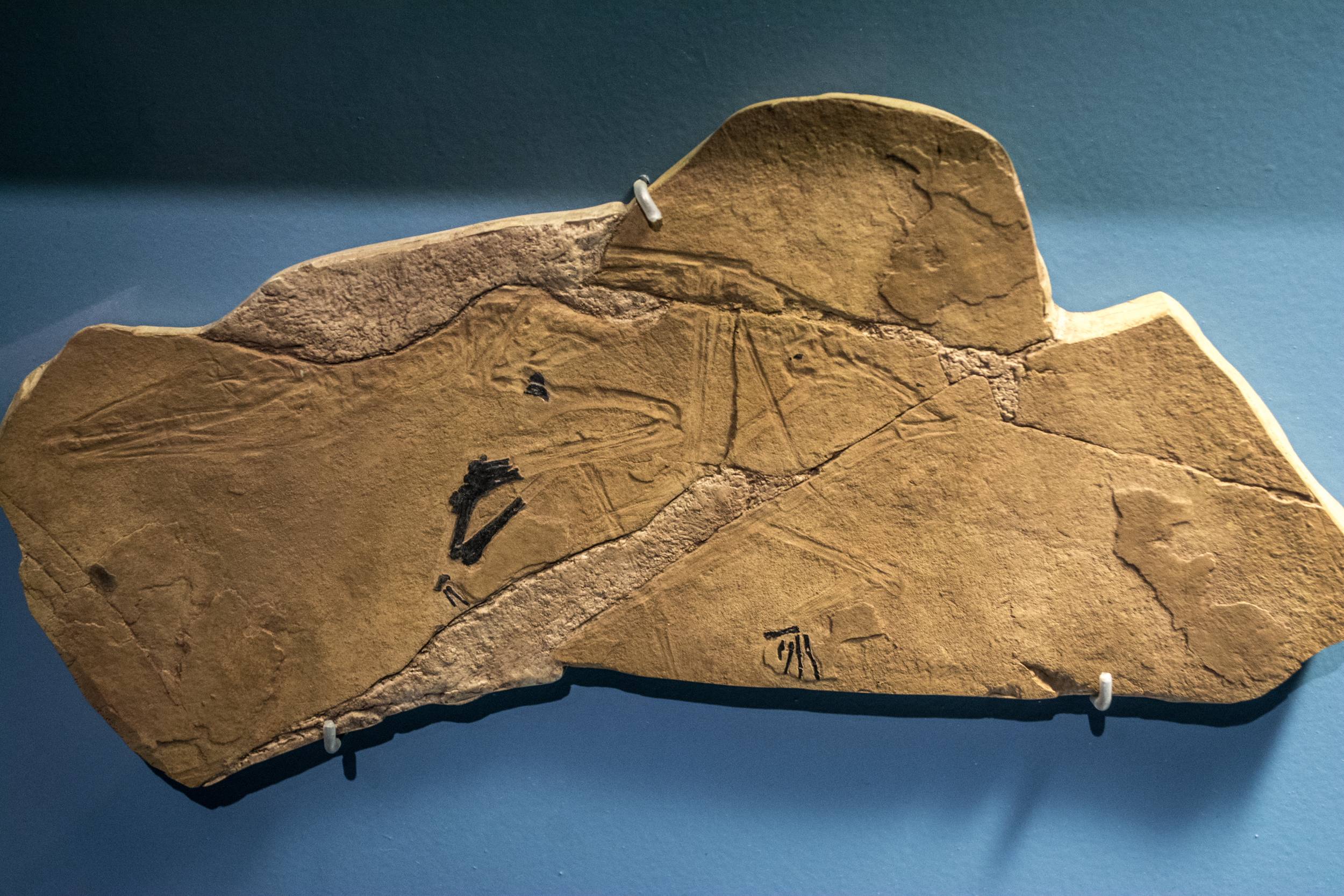
يلقي الأحفوري

## المؤلفات
- Wild، R (1984). "A new pterosaur (Reptilia, Pterosauria) from the Upper Triassic (Norian) of Friuli, Italy". Gortiana — Atti Museo Friuliano di Storia Naturale. ج. 5: 45–62.
- Dalla Vecchia، F.M.؛ Muscio، G.؛ Wild، R. (1988). "Pterosaur remains in a gastric pellet from the Upper Triassic (Norian) of Rio Seazza Valley (Udine, Italy)". Gortiana — Atti Museo Friuliano di Storia Naturale. ج. 10: 121–132.
- Dalla Vecchia FM ، 1998، «ملاحظات جديدة على علم العظام والحالة التصنيفية لـ Preondactylus buffarinii Wild ، 1984 (Reptilia ، Pterosauria)»، Boll. شركة بالونت. هو - هي. ، 36 (3، 1997): 355-366
- Dalla Vecchia، Fabio M. (2003). "A Review of the Triassic Pterosaur Record". Riv. Mus. Civ. Sc. Nat. "E. Caffi" Bergamo. ج. 22: 13–29.